# Masrouraster
Masrouraster is een geslacht van uitgestorven zee-egels uit de familie Glypticidae.

## Soorten
- Masrouraster ouhouissi Vadet, Nicolleau & Reboul, 2008 †